# Carinodes zacatecus
Carinodes zacatecus är en stekelart som först beskrevs av Cresson 1874.  Carinodes zacatecus ingår i släktet Carinodes och familjen brokparasitsteklar. Inga underarter finns listade.